# Пустеник
Пустеник (на албански: Pusteniku; на сръбски: Пустеник) е село в Косово, разположено в община Елезки хан, окръг Феризово. Намира се на 701 метра надморска височина. Населението според преброяването през 2011 г. е 629 души, от тях: 629 (100,00 %) албанци.

## Население
Численост на населението според преброяванията през годините:
- 1948 – 615 души
- 1953 – 628 души
- 1961 – 519 души
- 1971 – 505 души
- 1981 – 609 души
- 1991 – 637 души
- 2011 – 629 души